# Kościół Narodzenia Najświętszej Maryi Panny w Młodzieszynie
Kościół Narodzenia Najświętszej Maryi Panny w Młodzieszynie – rzymskokatolicki kościół parafialny należący do parafii pod tym samym wezwaniem (dekanat Sochaczew – św. Wawrzyńca diecezji łowickiej).
Obecny murowany kościół, trójnawowy, został wzniesiony w latach 1947–1951 według projektu architekta Włodzimierza Skolimowskiego. Kamień węgielny został wmurowany i poświęcony w dniu 13 czerwca 1947 roku przez księdza Teodora Jesionowskiego, dziekana sochaczewskiego. Nową świątynię konsekrował i poświęcił dzwon "Maryja" w dniu 5 lipca 1953 roku kardynał Stefan Wyszyński, prymas Polski. W kościele są umieszczone dwie kaplice z ołtarzami i obrazami: Miłosierdzia Bożego i Wieczerzy Pańskiej. W ołtarzu głównym znajduje się figura Matki Bożej Królowej Świata. Cennymi elementami wyposażenia są: krucyfiks powstały w XVII wieku, pochodzący z Norymbergi, i monstrancja z XVII wieku.